# Dennery (Gemeinde)

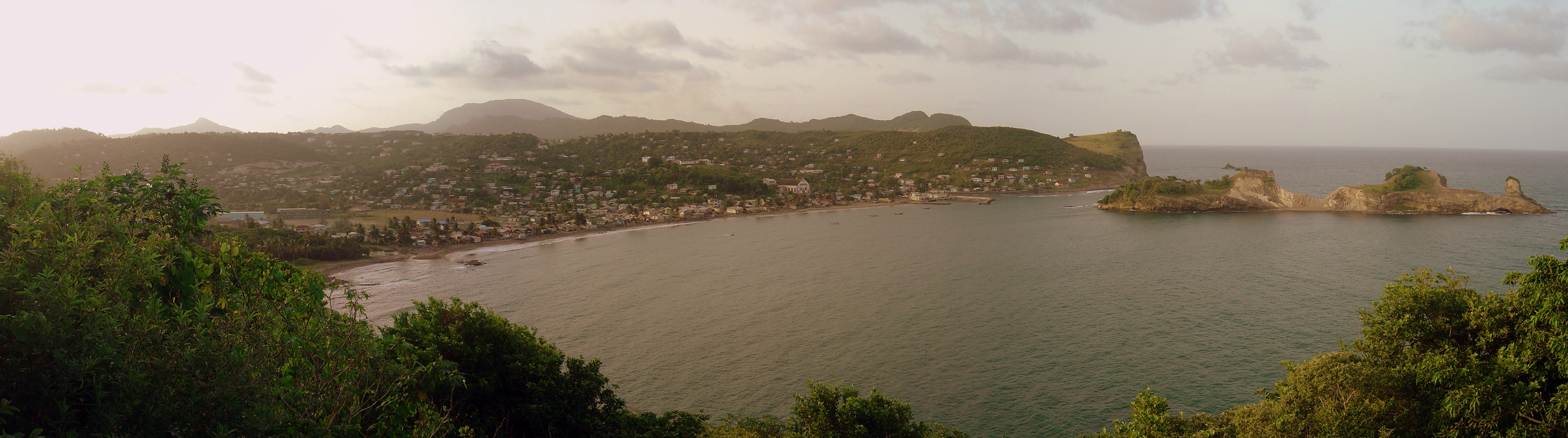
Dennery, St. Lucia

Dennery ist der Hauptort des Quarters (Distrikt) Dennery im Osten des kleinen Inselstaates St. Lucia.

## Geographie
Der Hauptort des Quarters liegt an der Ostküste von St. Lucia, direkt am Atlantik und östlich des Morne Panache. Der Ort liegt auf einem Landvorsprung zwischen den Mündungen des Fond d’Or und des Dennery River, der dem Ort seinen Namen gibt und auf dessen Flutebene der Ort liegt. Die Flüsse münden in die Fond D'Or Bay bzw. in die Dennery Bay. In letzterer Bucht liegt auch die unbewohnte Dennery Island (Skorpion Island). Der Ort ist in der Vergangenheit mehrfach überschwemmt worden und der Fluss führte zeitweise hohe Bakterienkonzentrationen mit sich.
Von Dennery aus führt auch eine Straße zum Freizeitgebiet Errard im Landesinnern mit dem Treetop Adventure und den Sault Falls.

## Kultur
Das Dorf veranstaltet wöchentlich, samstags, die beliebte Dennery Fish Fiesta.
Es gibt mehrere Kirchen: Dennery Evangelical Church und die katholische Saint Peter Catholic Church, Apostolic Faith Church, Whosoever Baptist Church, Universal Prayer Book, Rhema Pentecostal Assembly;
sowie die Clendon Mason Memorial Secondary School.